# Iba Der Thiam
Pour les articles homonymes, voir Thiam.
Iba Der Thiam, né le 26 février 1937 à Kaffrine et mort le 31 octobre 2020, est un professeur d'université et homme politique sénégalais.

## Biographie
Après avoir été dix-huit ans responsable syndical, Iba Der Thiam  obtient une maîtrise d'histoire en 1972, alors qu'il a 35 ans, puis il est agrégé d'histoire et devient maître de conférence d’histoire à l'Université Cheikh Anta Diop en octobre 1974. Il fait partie du Comité scientifique de l'UNESCO chargé de rédiger l'Histoire générale de l'Afrique.
Il est ministre de l'Éducation nationale du président Abdou Diouf dans le gouvernement Niasse I du 3 avril au 29 avril 1983. Il est ministre de l’Éducation nationale et de l’Enseignement supérieur de 1983 à 1988.
Il est le secrétaire général de la Convention des démocrates et des patriotes/Garap-Gui, député et vice-président de l'Assemblée nationale.
Candidat à l'élection présidentielle de 2000, il recueille 1,2 % des voix au premier tour, se classant en cinquième position.

## Principaux travaux universitaires
- La grève des cheminots du Sénégal de septembre 1938, Dakar, Université de Dakar, 1972, 2 vol. (272, 133 p.) (mémoire de maîtrise)
- (en collaboration avec Nadiour Ndiaye), Histoire du Sénégal et de l'Afrique, Dakar, Nouvelles éditions africaines, 1976
- Maba Diakhou Ba, almamy du Rip (Sénégal), Paris, ABC, 1977, 150 p.
- L'éducation civique dans les lycées et collèges : classe de 3e : le Sénégal et les institutions internationales, Nouvelles éditions africaines, 1979
- Géographie du Sénégal, Nouvelles éditions africaines, EDICEF, 1981
- L’évolution politique et syndicale du Sénégal colonial de 1840 à 1936, Paris, Université Paris-1 Panthéon-Sorbonne, 1983, 9 vol. (5 179 p.) (thèse d'État)
- Le Sénégal dans la guerre 14-18 ou Le prix du combat pour l'égalité, Dakar, Nouvelles éditions africaines, 1992, 177 p.  (ISBN 2723610608)
- Les origines du mouvement syndical africain, 1790-1929, l'Harmattan, 1993, 287 p.  (ISBN 2738405363)